# Lista de festas populares da Região Nordeste do Brasil
No Nordeste brasileiro as festas populares mais importantes são as que vão desde o Natal, no dia 25 de dezembro, até 6 de janeiro, que é o dia de Reis. Nos demais estados são muito importantes as festas juninas, dedicadas a Santo Antônio, no dia 13 de junho, São João, dia 24 e São Pedro, dia 29. Além dessas festas religiosas, existe uma grande festa que não é religiosa e que reúne milhares de pessoas é o Carnaval, festa móvel  .

## Principais festas regionais

### Festa do Divino
Essa festa é dedicada ao Divino Espírito Santo é realizada no domingo de Pentecostes. A figura homenageada é o Imperador do Divino, habitualmente um menino com vestimenta de imperador. É organizada pela Folia do Divino, que são pequenos grupos encarregados de arrumar o dinheiro para a realização da Festa.

### Festa de Nosso Senhor dos Navegantes
Essa festa é uma procissão no mar, feita por diversas embarcações que transportam o barco onde está a imagem do Protetor dos Navegantes. A realização da procissão é realizada na Baía de Todos os Santos, em Salvador.

### Festa da Santa Cruz
Essa festa comemora a descoberta da verdadeira cruz de Cristo pela imperatriz Helena, mãe do Imperador Constantino. É uma festa religiosa com música e danças de origem indígena. É uma festa em que apenas os homens participam, dançando e, trocando e tocando instrumentos próprios dos índios.

### Festa do Bonfim
Para os baianos que seguem as religiões africanas, o Senhor do Bonfim
é o mesmo que Oxalá. No dia da festa as mães e filhas-de-santo lavam as escadarias da Igreja do Bonfim com água do poço de Oxalá. Os festejos duram nove dias, com rodas de samba e capoeira. A comemoração é encerrada na “segunda-feira da Ribeira”.